# Giải Viện Hàn lâm Nhật Bản lần thứ 41
Giải Viện Hàn lâm Nhật Bản lần thứ 41 (第41回日本アカデミー賞) là lễ trao giải lần thứ 41 của Giải Viện Hàn lâm Nhật Bản, giải thưởng được trao bởi Viện Hàn lâm Nhật Bản và Hiệp hội Sho để vinh danh những hạng mục phim xuất sắc của năm 2017. Lễ trao giải được tổ chức vào ngày 2 tháng 3 năm 2018 tại Khách sạn Grand Prince Hotel New Takanawa ở Tokyo, Nhật Bản.

## Giải thưởng
Tất cả các hạng mục trao giải (trừ giải diễn viên trẻ của năm và các giải đặc biệt) được chia làm hai danh hiệu: các đề cử (do thành viên Viện Hàn lâm bầu chọn) đều đạt danh hiệu Xuất sắc của năm và trong các đề cử sẽ chọn ra một giải Xuất sắc nhất của năm.
| Phim điện ảnh xuất sắc của năm | Phim hoạt hình xuất sắc của năm |
| --- | --- |
| - Phim điện ảnh hay nhất của năm: Sandome no Satsujin - Tớ muốn ăn tuỵ của cậu - Sekigahara - Điều Kỳ Diệu Của Tiệm Tạp Hóa Namiya - Hana Ikusa | - Phim hoạt hình hay nhất của năm: Dạo bước Phố Đêm - Pháo hoa, nên ngắm từ dưới hay bên cạnh? - Giải mã giấc mơ - Mary và đóa hoa phù thủy - Thám tử lừng danh Conan: Bản tình ca màu đỏ thẫm                                                                                 |
| Đạo diễn xuất sắc của năm | Biên kịch xuất sắc của năm |
| - Đạo diễn xuất sắc nhất của năm: Kore-eda Hirokazu – Sandome no Satsujin - Kurosawa Kiyoshi – Sanpo suru shinryakusha - Shinohara Tetsuo – Hana Ikusa - Harada Masato – Sekigahara - Hiroki Ryūichi – Điều Kỳ Diệu Của Tiệm Tạp Hóa Namiya                                   | - Biên kịch xuất sắc nhất của năm: Kore-eda Hirokazu – Sandome no Satsujin - Saitō Hiroshi – Điều Kỳ Diệu Của Tiệm Tạp Hóa Namiya - Morishita Yoshiko – Hana Ikusa - Yamada Yoji và Hiramatsu Emiko – Kazoku wa Tsurai yo2 - Yoshida Tomoko – Tớ muốn ăn tuỵ của cậu           |
| Nam diễn viên chính xuất sắc | Nữ diễn viên chính xuất sắc |
| - Nam diễn viên chính xuất sắc nhất: Suda Masaki – Aa, Koya - Oizumi Yo – Tantei Wa Bar Ni Iru 3 - Okada Junichi – Sekigahara - Satoh Takeru – 8 Nen Goshi no Hanayome - Fujiwara Tatsuya – 22 nenme no Kokuhaku: Watashi ga Satsujinhan desu                                 | - Nữ diễn viên chính xuất sắc nhất: Aoi Yū – Kanojo ga sono na wo shiranai toritachi - Aragaki Yui – Mikkusu - Tsuchiya Tao – 8 Nen Goshi no Hanayome - Nagasawa Masami – Sanpo suru shinryakusha - Yoshitaka Yuriko – Yurigokoro                                              |
| Nam diễn viên phụ xuất sắc | Nữ diễn viên phụ xuất sắc |
| - Nam diễn viên phụ xuất sắc nhất: Yakusho Kōji – Sandome no Satsujin - Nishida Toshiyuki – Điều Kỳ Diệu Của Tiệm Tạp Hóa Namiya - Nishimura Masahiko – Kazoku wa Tsurai yo2 - Matsuda Ryuhei – Tantei Wa Bar Ni Iru 3 - Murakami Nijirō – Mukoku - Yakusho Kōji – Sekigahara | - Nữ diễn viên phụ xuất sắc nhất: Hirose Suzu – Sandome no Satsujin - Ono Machiko – Điều Kỳ Diệu Của Tiệm Tạp Hóa Namiya - Kitagawa Keiko – Tantei Wa Bar Ni Iru 3 - Natsukawa Yui – Kazoku wa Tsurai yo2 - Yakushimaru Hiroko – 8 Nen Goshi no Hanayome                       |
| Âm nhạc xuất sắc | Quay phim xuất sắc |
| - Âm nhạc xuất sắc nhất: Suzuki Keiichi – Outrage Coda - Fūki Harumi – Sekigahara - Muramatsu Takatsugu – 8 Nen Goshi no Hanayome - Einaudi Ludovico – Sandome no Satsujin - Jin – Kiseki Ano Hi no Sobito                                                                    | - Quay phim xuất sắc nhất: Shibanushi Takahide – Sekigahara - Kikumura Tokushō – Hana Ikusa - Shibasaki Kōzō – Destiny: The Tale of Kamakura - Takimoto Mikiya – Sandome no Satsujin - Chikamori Masashi – Kazoku wa Tsurai yo2                                                |
| Đạo diễn ánh sáng xuất sắc | Chỉ đạo nghệ thuật xuất sắc |
| - Đạo diễn ánh sáng xuất sắc nhất: Miyanishi Takaaki – Sekigahara - Osada Tatsuya – Hana Ikusa - Ueda Nariyuki – Destiny: Kamakura Monogatari - Fujii Norikiyo – Sandome no Satsujin - Watanabe Kōichi – Kazoku wa Tsurai yo2                                                 | - Chỉ đạo nghệ thuật xuất sắc nhất: Kurata Tomoko – Hana Ikusa - Kurata Tomoko và Kobayashi Hisayuki – Kazoku wa Tsurai yo2 - Jōjō Anri – Destiny: Kamakura Monogatari - Harada Tetsuo – Sekigahara - Maruo Tomoyuki và Nakagawa Rihito – Điều Kỳ Diệu Của Tiệm Tạp Hóa Namiya |
| Thu âm xuất sắc | Biên tập xuất sắc |
| - Thu âm xuất sắc nhất: Yano Masato – Sekigahara - Ozaki Satoshi – Hana Ikusa - Kishida Kazumi – Kazoku wa Tsurai yo2 - Kureishi Yoshifumi – Outrage Coda - Tomita Kazuhiko – Sandome no Satsujin                                                                             | - Biên tập xuất sắc nhất: Kore-eda Hirokazu – Sandome no Satsujin - Abe Hirohide – Hana Ikusa - Ishii Iwao – Kazoku wa Tsurai yo2 - Kitano Takeshi and Yoshinori Ota – Outrage Coda - Harada Masato – Sekigahara                                                               |
| Phim nước ngoài xuất sắc | Diễn viên triển vọng của năm |
| - Phim nước ngoài xuất sắc nhất: Những kẻ khờ mộng mơ - Cuộc di tản Dunkirk - Hidden Figures - Người đẹp và quái vật - Miss Sloane | - Nakajo Ayami – Tiến Lên, Jets! - Hamabe Minami – Tớ muốn ăn tuỵ của cậu - Kitamura Takumi – Tớ muốn ăn tuỵ của cậu - Takeuchi Ryoma – Teiichi no Kuni |